# Кос-Анатольський Анатолій Йосипович
Анато́лій Йосипович Кос-Анатольський (1 грудня 1909, Коломия, нині Івано-Франківська область — 30 листопада 1983, Львів) — український композитор, народний артист України (1969), лавреат Державної премії УРСР імені Т. Г. Шевченка (1980). Депутат Верховної Ради СРСР 8–9-го скликань. Рідний брат американського інженера-механіка Михайла Коса.

## Життєпис

Джаз-капела «Ябцьо-джаз». Зліва направо: Степан Гумінілович, Анатоль Кос-Анатольський, Леонід Яблонський, Богдан Весоловський

Народився 1 грудня 1909 року в місті Коломия нині Івано-Франківської області в родині відомого галицького лікаря Йосифа Коса.
Навчаючись у Станиславській гімназії, створив хор, почав записувати пісні. У 1931 закінчив юридичний факультет Львівського університету, а в 1934 — Львівську консерваторію. У 1930-х разом з Леонідом Яблонським, Богданом Весоловським та Степаном Гумініловичем входив до складу популярної тоді на Львівщині «Джаз-капели Яблонського» («Ябцьо-джаз»). З 1934 по 1937 рік викладав у Стрийській філії Вищого музичного інституту імені Миколи Лисенка. У 1938—1939 роках працював адвокатом у містечку Залізці.
Першою самостійною творчою роботою стало музичне оформлення спектаклів Львівського музично-драматичного театру (1941). В часі війни перебував на теренах Західної України. З 1939 року працював концертмейстером львівського Будинку піонерів, викладачем музичної школи. Після другої світової війни став членом та з 1951 року головою правління Львівського обласного відділення Спілки радянських композиторів України, працював концертмейстером Львівського драматичного театру, а від 1952 — викладачем Львівської консерваторії імені М. Лисенка (з 1973 року — професор).
Помер 30 листопада 1983 року у Львові. Похований на Личаківському цвинтарі Львова (поле № 3). Надгробний пам'ятник виконав скульптор Еммануїл Мисько.

## Твори
Анатолій Кос-Анатольський є автором опери, трьох балетів, симфонічних творів, низки концертів та популярних хорів («Нова Верховина», «На горах Карпатах» та ін.), сольних пісень, романсів. Він широко використовував пісенні здобутки лемків, обробляв лемківські пісні, які успішно виконує хорова капела «Лемковина [Архівовано 10 березня 2018 у Wayback Machine.]».

### Список творів

#### Опера
- «Назустріч сонцю» (лібр. Ростислава Братуня, 1957, 2-а ред. «Заграва», 1959);

#### Балети
- «Хустка Довбуша» (лібр. П.Ковинєва, 1950),
- «Сойчине крило» (лібр. О. Гериновича за І. Франком, 1956),
- «Орися» (лібр. О. Гериновича, 1964, 2-а ред. 1967);

#### Оперета
- «Весняні грози» (лібр. Є. Кравченка, 1960);

#### Вокально-симфонічні твори
- Кантати «Давно те минуло» (сл. Т. Шевченка, 1961), «Безсмертний заповіт» (сл. власні, 1963),
- Ораторія «Від Ніагари до Дніпра» (сл. Р. Братуня, 1969),
- Поема «Львівська легенда» (сл. Р. Братуня, 1970) та інші;

#### Для симфонічного оркестру
- Сюїти з власних балетів (1950—1964),
- Концертна увертюра «Гаудеамус» (1961),

#### Інструментальні концерти
- Для фортепіано — 2 концерти (1955, 1962),
- Для арфи — концерт (1954),
- Поема для скрипки з оркестром (1966),
- Для скрипки з оркестром — рапсодія «На верховині» (1982);

#### Для інструментів соло
- Для скрипки — «Закарпатська рапсодія» (1952), Поема (1962);
- Для фортепіано — «Гомін Верховини» (1954), 6 прелюдів (1955), «Гуцульська токата» (1958), Скерцо (1959), «Буковинська сюїта» (1982);

#### Хори
Романси — «Солов'їний романс» (сл. власні, 1954), «Ой ти, дівчино, з горіха зерня» (сл. І. Франка, 1956), «Ой піду я межи гори» (слова власні, 1958), «Два потоки з Чорногори» (сл. Петренка) та ін.
Пісні — «Думи німі» (слова Лесі Українки), «На горах Карпатах», «Зустріч на стерні» (обидва на сл. П. Воронька, 1949), «Коломия-місто» (1954), «Ой коли б я сокіл» (обидва на власні слова, 1957), «Гей, браття опришки» (слова М. Устияновича, 1965, «Лукашева сопілка» (слова Й. Струцюка, 1981).
Естрадні пісні — «Білі троянди» (слова Р. Братуня), танго — «Зоряна ніч» (1965) та ін.
- Обробки народних пісень.
- музика до театральних вистав.

### Музикознавчі праці
- Кос-Анатольський А. «С. П. Людкевич» — Київ, 1951.

### Дискографія
- 2016: Фортепіянна музика Анатоля Кос-Анатольського у виконанні Олександра Козаренка. — Львів, 2016. — 56 хв. 43 сек.[5]

## Ордени, премії та відзнаки
- орден Леніна
- орден Трудового Червоного Прапора
- орден Дружби народів
- лауреат Сталінської премії СРСР (1951)
- лауреат Державної премії УРСР імені Т. Г. Шевченка (1980)

## Вшанування
- Вулиця в Сихівському районі Львова.
- Музичний фестиваль імені Кос-Анатольського
- Музична школа № 3 в Івано-Франківську ім. Кос-Анатольського